# Guglielmo Guglielmini
Guglielmo Guglielmini (Bergamo, 15 de diciembre de 1870 - Bergamo, 1911) fue un pintor italiano, en el estilo del Art Nouveau. 

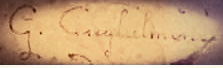
Firma

## Biografía
Nacido en Bergamo en 1870,  niño expósito, estudió dibujo en la Escuela de pintura de la  Accademia Carrara en su ciudad natal con el maestro Ponziano Loverini y succesivamente en la Accademia di Belle Arti di Brera. 
Viajó en Eritrea en 1896 para hacer dibujos sobre la'Guerra de Etiopia para unos periódicos ilustrados. Una vez regresado en su ciudad de origen, creó un taller de tinturas y de pintura en la antigua calle Sant'Alessandro. Decoró los frescos de la cúpula y de los arcos de la iglesia de San Jorge de Boltiere, de la volta y de la primera campata de la Capilla del Santo Jesús de la Iglesia de Santa María Inmaculada de las Gracias en Bergamo y de la Sala de las Bebidas de las Termas de San Pellegrino

En las míseras ruínas de un rústico porticado arriba en la fuente donde ahora surge un vasto salón en estilo pompeiano largo metros 32, destinados a las bebidas de agua salsa. Desde su pared hacia la montaña sobresale una especie de largo abrevadero en cemento donde cae, por muchos chorros, el agua derivada de la fuente cercana. El techo y las paredes fueron decoradas por los pintores distinguidos, Gottardo Valentini de Milán, y Guglielmini de Bergamo, con cuadros y figuras alegóricas, tal vez demasiado procaces.

 Pintor y decorador en estilo Art Nouveau, participó en la Exhibición internacional de Milán en 1906. Murió precocemente en 1911 y descansa en el Cementerio monumental de Bergamo.

## Obras

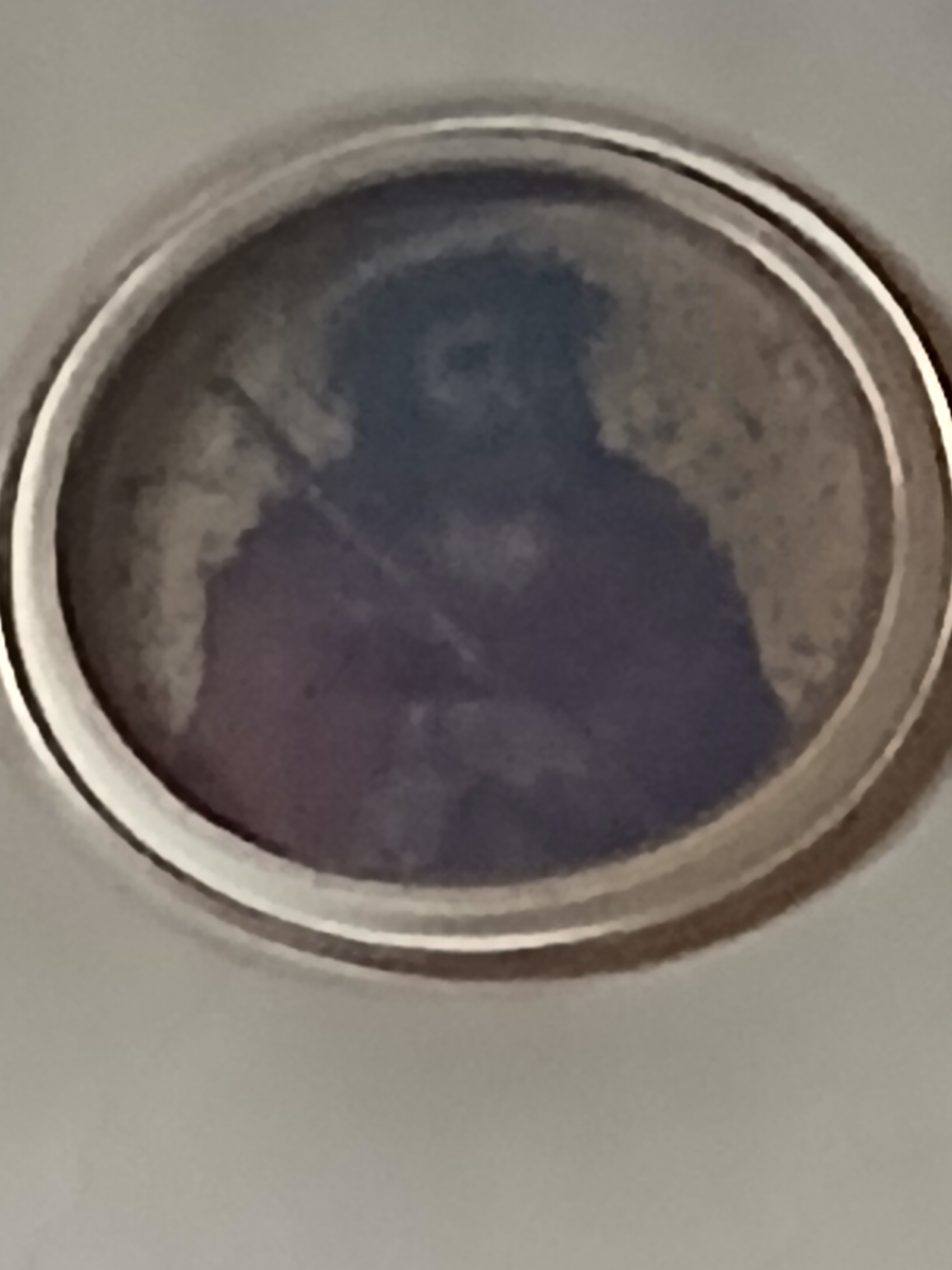
Cristo encoronado de espinas

- Medallones con Santos y con Santas: La Virgen María, santa Agnés, san Luís Gonzaga, Cristo Incoronado de Espinas, san Carlo Borromeo, san Bernardino de Siena (1898)

- Angeles Portacruz (1903)

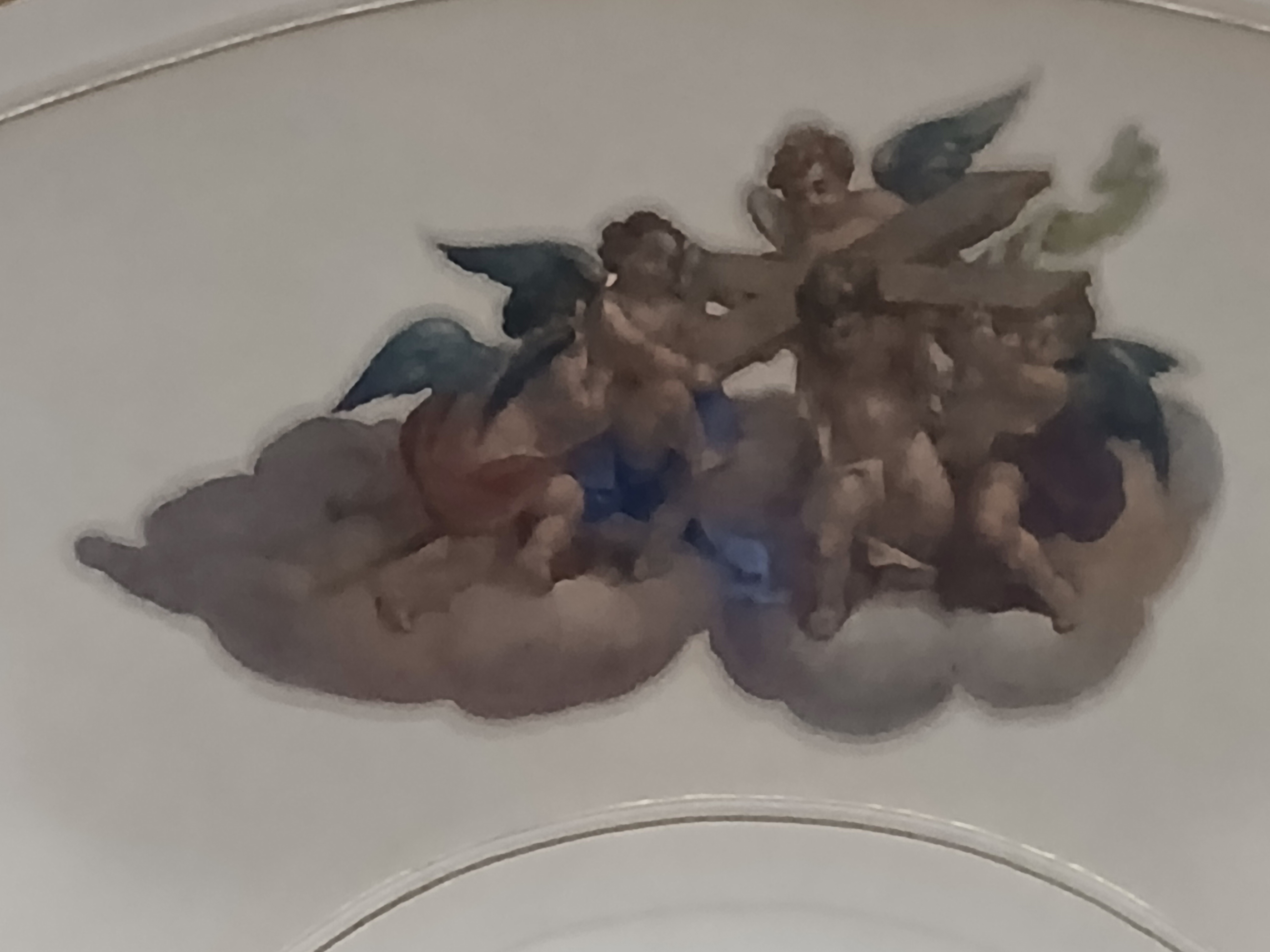
Angeles portacruz

- Decoraciones de la cúpula y de los arcos de la iglesia parroquial de San Jorge de Boltiere (1909)[6]

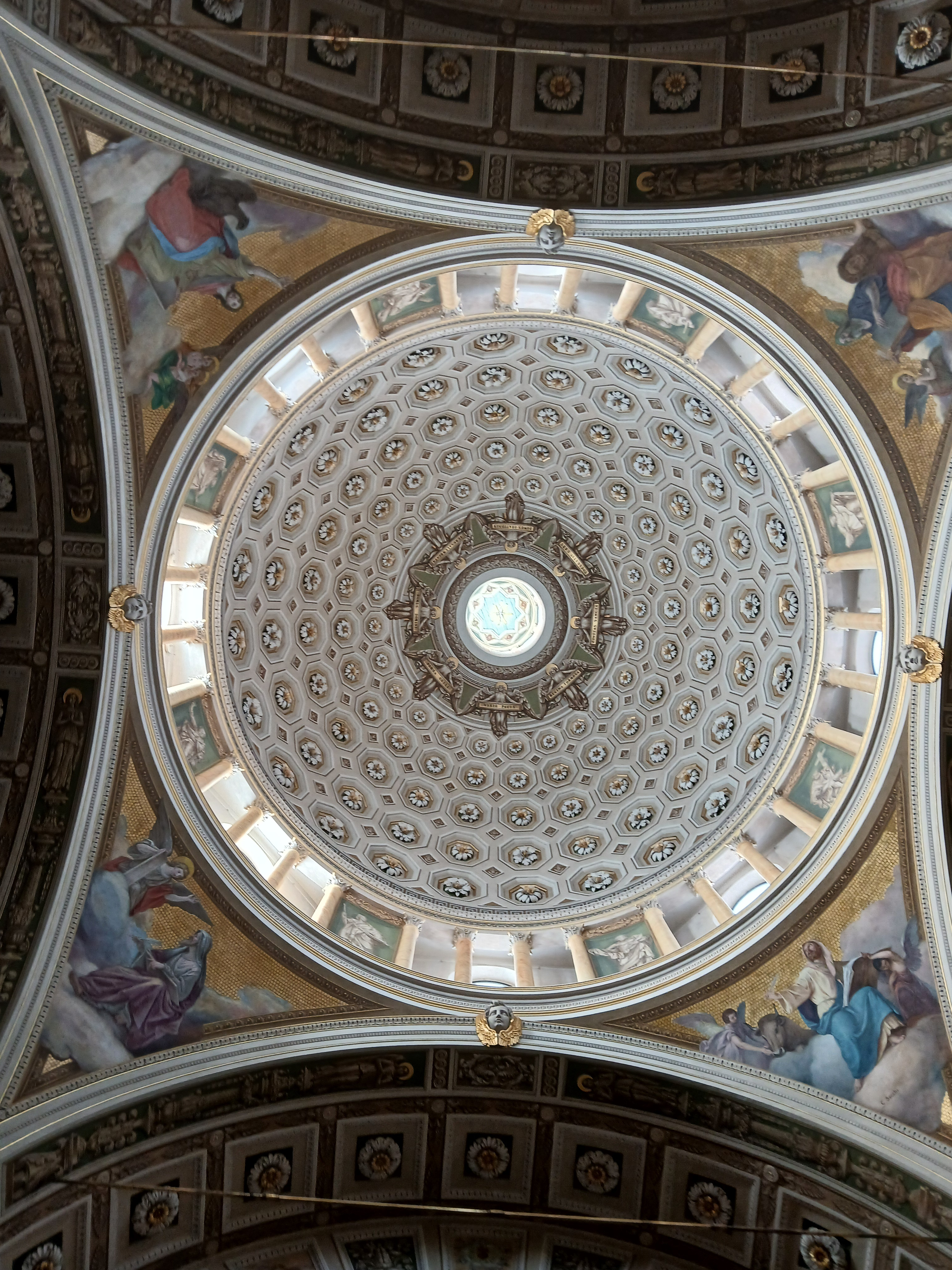
Decoraciones de la cúpula de la iglesia de San Jorge martyr, Boltiere (1909)

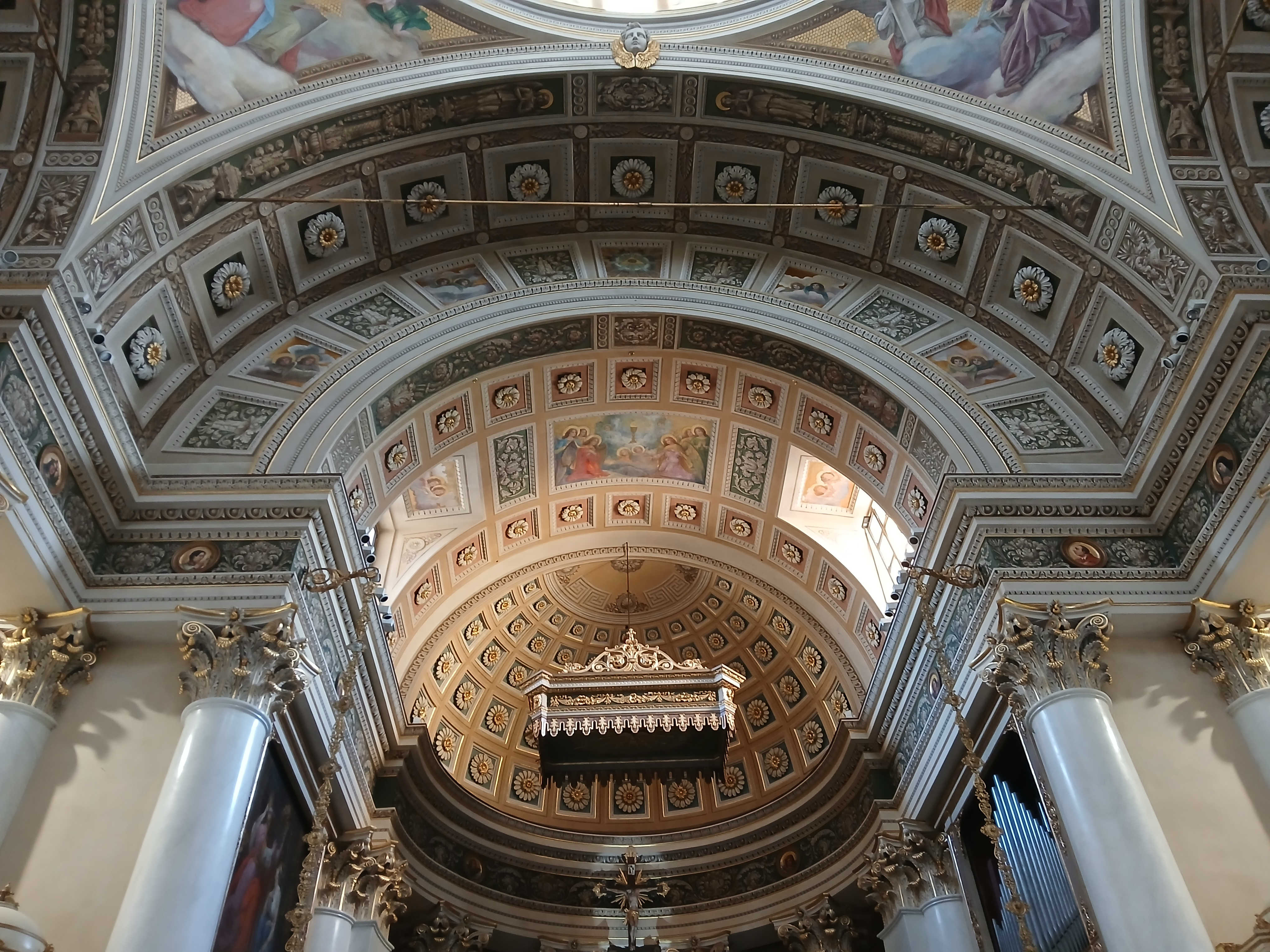
Decoraciones

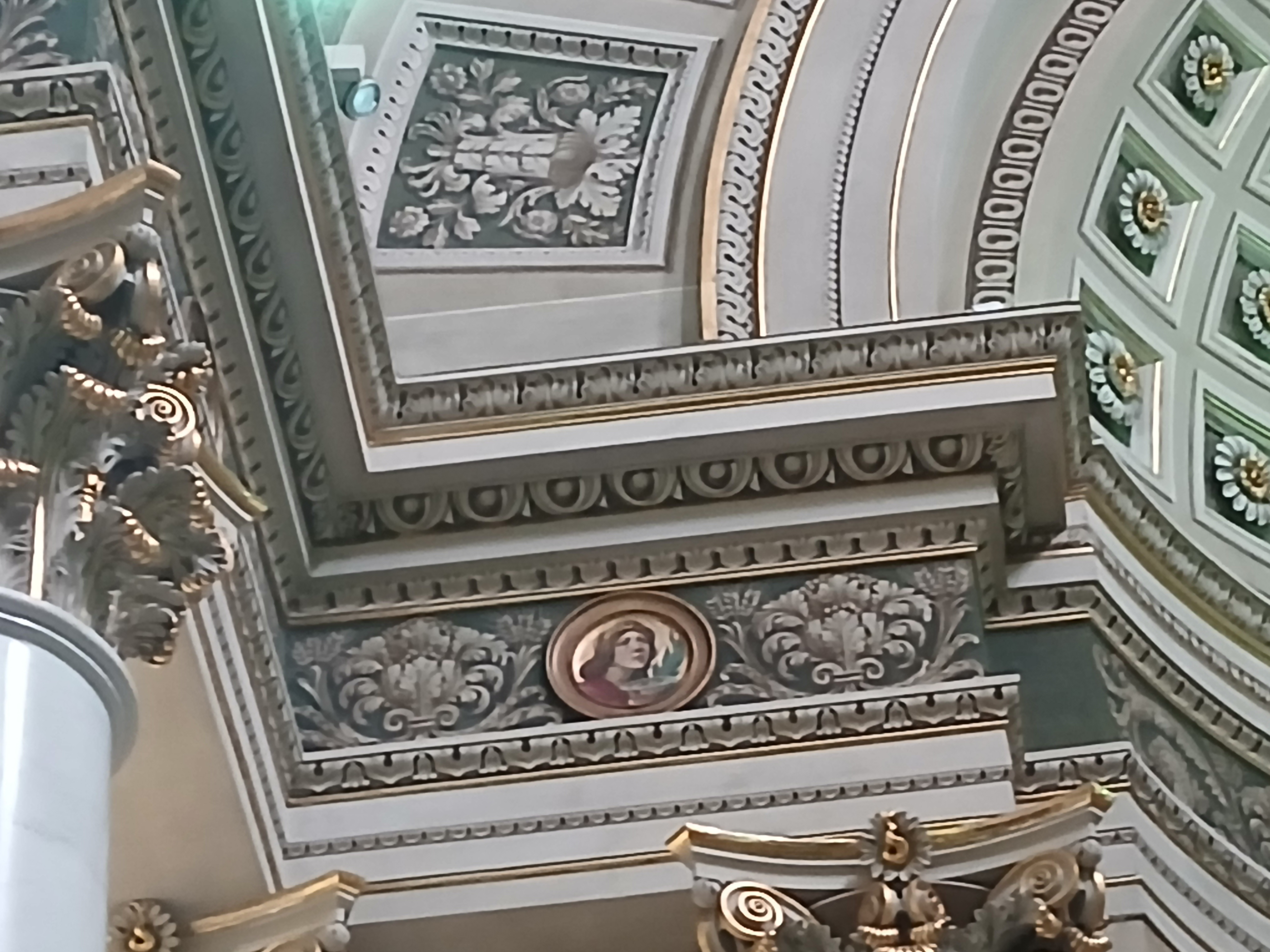
Decoraciones

- Frescos en estilo pompeiano, Sala de las Bebidas de las Ternas de San Pellegrino.[7]